# 长基罗天文古建遗址群
长基罗天文古建遗址群（Chanquillo）是秘鲁沿海沙漠中一个古老的建筑群，占地约四平方公里。它位於秘鲁安卡什大区的卡斯馬-塞钦盆地。长基罗天文古建遗址群是由昌吉洛堡垒、十三塔太阳观测站以及住宅等區域組成。十三塔是一个建于公元前4世纪的天文观测台 。长基罗天文古建遗址群于2021年7月被列為联合国教育、科学及文化组织世界遗产。